# The Tide Is High
«The Tide Is High» es el primer sencillo, publicado en octubre de 1980, de la banda estadounidense de new wave Blondie. Fue el primer sencillo del quinto álbum de estudio del grupo, Autoamerican.
Es una versión del tema de mediados de los años 60, del mismo título y de estilo rocksteady, compuesto por John Holt, miembro de la banda jamaicana The Paragons. Esta versión es de estilo reggae/new wave.

## Listas musicales de sencillos
| Lista (1980–1981)                    | Peak position |
| ------------------------------------ | ------------- |
| US Record World                      | 1             |
| US Cash Box                          | 1             |
| US Billboard Hot Dance Club Play     | 1             |
| US Billboard Hot 100                 | 1             |
| US Billboard Adult Contemporary      | 3             |
| UK Singles (Official Charts Company) | 1             |
| Switzerland (Schweizer Hitparade)    | 5             |
| Sweden (Sverigetopplistan)           | 19            |
| South Africa (Springbok Radio)       | 5             |
| Norway (VG-lista)                    | 7             |
| New Zealand (Recorded Music NZ)      | 1             |
| Netherlands (Single Top 100)         | 5             |
| Netherlands (Dutch Top 40)           | 4             |
| Italy (FIMI)                         | 22            |
| Ireland (IRMA)                       | 2             |
| Germany (Official German Charts)     | 15            |
| France (IFOP)                        | 31            |
| Canada Top Singles (RPM)             | 1             |
| Canada (CHUM)                        | 1             |
| Belgium (VRT Top 30 Flanders)        | 5             |
| Belgium (Ultratop 50 Flanders)       | 4             |
| Austria (Ö3 Austria Top 40)          | 6             |
| Australia (Kent Music Report)        | 4             |

- Datos: Q129711